# Billund Kommune
|  | For Billund Kommune før kommunalreformen i 2007, se Billund Kommune (1970-2006). |
Billund Kommune er en kommune i Region Syddanmark efter Kommunalreformen i 2007. Største byer er Grindsted og Billund.
Billund Kommune opstod ved sammenlægning af flg.:
- Billund Kommune
- Grindsted Kommune
- Del af Give Kommune, den del af Billund Lufthavn, der ikke lå i den gamle Billund Kommune. Se Bekendtgørelse om oprettelse af Billund Kommune herunder.

Opmanden foreslog den 21. april 2005 at holde folkeafstemning i Ringive Kirkedistrikt og Lindeballe Sogn for at afgøre, om de havner i Billund eller Vejle. Forligspartierne udtalte dog ved samme lejlighed, at hele Billund Lufthavn (der før 1. januar 2007 lå halvt i Billund Kommune, halvt i Give Kommune, hvilken sidstnævnte blev nedlagt og en del af Vejle Kommune) fra denne dato ville ligge helt i Billund Kommune, uanset udfaldet af folkeafstemningen. Denne afstemning endte dog med, af Ringive og Lindeballe valgte at gå med resten af Give Kommune ind i Ny Vejle Kommune.
Ved kommunalvalget 15. november 2005 fik kommunalbestyrelsen Venstre-flertal.

## Bekendtgørelse om oprettelse af Billund Kommune
I nævnte bekendtgørelse, som omhandler alle nye kommuner i Danmark, også Ærø, kan man se, hvilke dele der indgår i den nye kommune.
"Bekendtgørelse om revision af den kommunale og regionale inddeling og om forpligtende kommunale samarbejder."
"Billund Kommune, der den 1. januar 2007 dannes ved sammenlægning af Billund og Grindsted Kommuner samt matr. nr.1e, 1ao, 1ap, 1au, 1av, 1ax, 1ay, offentlig vej litra "a", "d" og "i" Åst By, Lindeballe, matr. nr. 2d, 2y og offentlig vej litra "b" Gødsbøl, Lindeballe og matr. nr. 4ab, offentlig vej litra "h" og "i" Båstlund, Ringive i Give Kommune, og hvor der ved valget den 15. november 2005 vælges 25 medlemmer til kommunalbestyrelsen.
Ikrafttræden
§14. Bekendtgørelsen træder i kraft den 1. juli 2005.
Indenrigs- og Sundhedsministeriet, den 29. juni 2005
Lars Løkke Rasmussen/
Christian Schønau"

## Byer
| Kommunens største byer |             |                   |
| Nr                     | By          | Indbyggere (2024) |
| 1                      | Grindsted   | 9.745             |
| 2                      | Billund     | 7.307             |
| 3                      | Sønder Omme | 1.710             |
| 4                      | Vorbasse    | 1.261             |
| 5                      | Hejnsvig    | 1.003             |
| 6                      | Filskov     | 706               |
| 7                      | Stenderup   | 642               |

## Politik

### Kommunalbestyrelsen
| 7 | 3 |  | 14 |

| 15 | 10 |

| 6 |  | 3 | 3 | 2 | 10 |

| 15 | 10 |

| 7 | 2 |  | 2 | 13 |

| 21 | 4 |

| 7 | 2 |  | 2 | 3 | 10 |

| 19 | 6 |

| 9 | 3 | 2 | 10 |  |

| 20 | 5 |

| 7 | 3 |  | 10 |  | 3 |

| 18 | 7 |

### Nuværende byråd
| Navn                            | Parti                                    |
| ------------------------------- | ---------------------------------------- |
| Stephanie Storbank (Borgmester) | Venstre - 10 mandater                    |
| Peter Fredensborg               | Venstre - 10 mandater                    |
| Robert Terkelsen                | Venstre - 10 mandater                    |
| Mads Søbye Helbo                | Venstre - 10 mandater                    |
| Majbrit Rasmussen               | Venstre - 10 mandater                    |
| Jørn Poulsen                    | Venstre - 10 mandater                    |
| Bjarne Larsen                   | Venstre - 10 mandater                    |
| Mette Roed                      | Venstre - 10 mandater                    |
| Jørgen Clement                  | Venstre - 10 mandater                    |
| Lars Kjærhus                    | Venstre - 10 mandater                    |
| Ann Charlotte G. Vilstrup       | Socialdemokratiet - 9 mandater           |
| Kris Jensen Skriver             | Socialdemokratiet - 9 mandater           |
| Jeyarajah Rasiah                | Socialdemokratiet - 9 mandater           |
| Kurt Jensen                     | Socialdemokratiet - 9 mandater           |
| Arne Spangfort Christensen      | Socialdemokratiet - 9 mandater           |
| Birthe Nielsen                  | Socialdemokratiet - 9 mandater           |
| Simon Nicolajsen                | Socialdemokratiet - 9 mandater           |
| Brian Nissen                    | Socialdemokratiet - 9 mandater           |
| Jannick Dam Kristensen          | Socialdemokratiet - 9 mandater           |
| Allan Munk Nielsen              | Det Konservative Folkeparti - 3 mandater |
| Lars Hansen                     | Det Konservative Folkeparti - 3 mandater |
| Jeppe Fuglsang                  | Det Konservative Folkeparti - 3 mandater |
| Per Nyhus                       | Dansk Folkeparti - 2 mandater            |
| Mogens Jørgensen                | Dansk Folkeparti - 2 mandater            |
| Ulrich Kristensen               | Lokalpolitisk Forum - 1 mandat           |

| Navn                       | Skiftet fra         | Skiftet              | Dato               |
| -------------------------- | ------------------- | -------------------- | ------------------ |
| Jørn Poulsen               | Venstre             | Løsgænger            | 11. august 2022    |
| Mogens Jørgensen           | Dansk Folkeparti    | Løsgænger            | 15. juli 2022      |
| Arne Spangfort Christensen | Socialdemokratiet   | Løsgænger            | 23. september 2022 |
| Ulrich Kristensen          | Lokalpolitisk Forum | Venstre              | 9. maj 2023        |
| Mogens Jørgensen           | Løsgænger           | Danmarksdemokraterne | 5. september 2023  |
| Rie Køppen                 | Socialdemokratiet   | Løsgænger            | 15. november 2023  |

| Udtrådt             | Indtrådt      | Parti             | Dato             |
| ------------------- | ------------- | ----------------- | ---------------- |
| Kris Skriver Jensen | Rie Køppen    | Socialdemokratiet | 2. november 2022 |
| Peter Fredensborg   | Sofie Schmahl | Venstre           | 2. marts 2023    |

### Byråd 2018-2022
| Navn                       | Parti                          |
| -------------------------- | ------------------------------ |
| Ib Kristensen (Borgmester) | Venstre - 10 mandater          |
| Robert Terkelsen           | Venstre - 10 mandater          |
| Klara Lyskjær Noer         | Venstre - 10 mandater          |
| Stephanie Storbank         | Venstre - 10 mandater          |
| Peter Hjorth Fredensborg   | Venstre - 10 mandater          |
| Lars Hansen                | Venstre - 10 mandater          |
| Jørn Poulsen               | Venstre - 10 mandater          |
| Majbrit Rasmussen          | Venstre - 10 mandater          |
| Annette Lundgaard          | Venstre - 10 mandater          |
| Bjarne Larsen              | Venstre - 10 mandater          |
| Ann Charlotte G. Vilstrup  | Socialdemokratiet - 7 mandater |
| Kris Jensen Skriver        | Socialdemokratiet - 7 mandater |
| Jeyarajah Rasiah           | Socialdemokratiet - 7 mandater |
| Kurt Jensen                | Socialdemokratiet - 7 mandater |
| Arne Spangfort Christensen | Socialdemokratiet - 7 mandater |
| Simon Nicolajsen           | Socialdemokratiet - 7 mandater |
| Arne V. Thomsen            | Socialdemokratiet - 7 mandater |
| Per Nyhus                  | Dansk Folkeparti - 3 mandater  |
| Mogens Jørgensen           | Dansk Folkeparti - 3 mandater  |
| Henning Madsen             | Dansk Folkeparti - 3 mandater  |
| Ulrich Kristensen          | Radikale Venstre - 2 mandater  |
| Mads Søbye Helbo           | Radikale Venstre - 2 mandater  |
| Ole Marcussen              | Borgerlisten - 2 mandater      |
| Heidi Nielsen              | Borgerlisten - 2 mandater      |
| Allan Munk Nielsen         | Konservative - 1 mandat        |

| Navn             | Skiftet fra      | Skiftet til       | Dato              |
| ---------------- | ---------------- | ----------------- | ----------------- |
| Lars Hansen      | Venstre          | Løsgænger         | 4. september 2019 |
| Ole Marcussen    | Borgerlisten     | Socialdemokratiet | 14. januar 2020   |
| Heidi Nielsen    | Borgerlisten     | Socialdemokratiet | 14. januar 2020   |
| Lars Hansen      | Løsgænger        | Konservative      | 14. december 2020 |
| Mads Søbye Helbo | Radikale Venstre | Løsgænger         | 2. februar 2021   |
| Mads Søbye Helbo | Løsgænger        | Venstre           | 22. marts 2021    |

| Dato            | Udtrådt           | Indtrådt              | Parti            |
| --------------- | ----------------- | --------------------- | ---------------- |
| 22. august 2018 | Ulrich Kristensen | Daisy Nykjær-Andersen | Radikale Venstre |

### Borgmestre
| Navn               | Parti   | Periode                            |
| ------------------ | ------- | ---------------------------------- |
| Ib Kristensen      | Venstre | 1. januar 2007 − 31. december 2021 |
| Stephanie Storbank | Venstre | 1. januar 2022 −                   |

## Sogne i Billund Kommune
Medlemmer af Folkekirken (indbyggere) pr. 1. juli 2010
| 1 | Grindsted Sogn        | 9.268  | (10.719) | 86,5% |
| 2 | Grene Sogn            | 5.808  | (6.421)  | 90,5% |
| 3 | Sønder Omme Sogn      | 2.206  | (2.438)  | 90,5% |
| 4 | Vorbasse Sogn         | 2.008  | (2.199)  | 91,3% |
| 5 | Hejnsvig Sogn         | 1.998  | (2.112)  | 94,6% |
| 6 | Stenderup Sogn        | 1.010  | (1.071)  | 94,3% |
| 7 | Filskov Sogn          | 962    | (1.023)  | 94,0% |
|   | Uden fast bopæl/kirke | 205    | (243)    | 84,4% |
|   | Total                 | 23.465 | (26.226) | 89,5% |

## Lokalt erhvervsklima
I Dansk Industris undersøgelse af "lokalt erhvervsklima" kom Billund Kommune i 2013 ind som nummer 5 (af 96). Kommunens bedste kategori var "Kommunale rammevilkår", hvor den var nummer 1, mens den værste kategori var "Infrastruktur og transport", hvor den var nummer 75.